# Jöchers Haus

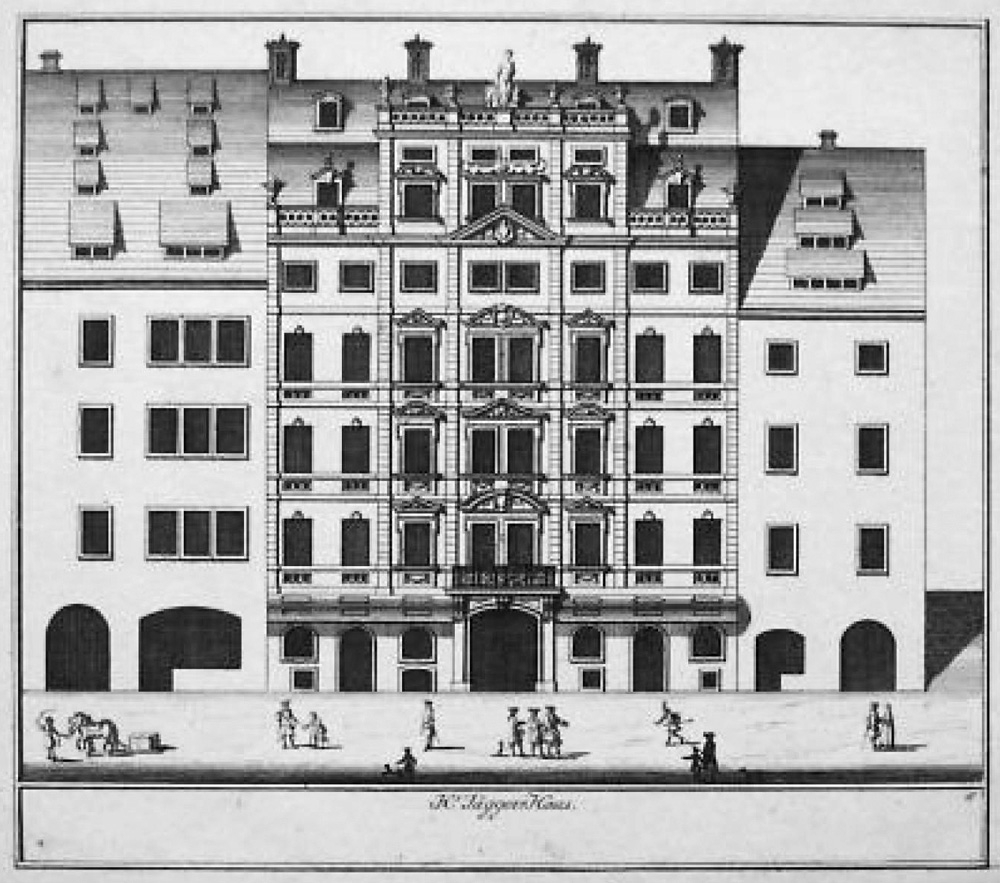
Jöchers Haus auf einer Zeichnung um 1710

Jöchers Haus (auch Jöchersches Haus) war ein barockes Wohn- und Geschäftshaus am Markt (Haus-Nr. 2) in Leipzig.
Die Leipziger Kaufmannsfamilie Jöcher besaß Ende des 17. Jahrhunderts ein Haus an der Nordostecke des Marktes in Verlängerung der Front des Alten Rathauses, getrennt durch das Salzgäßchen. Das 1695 errichtete Gebäude wurde 1707 durch den Architekten Johann Gregor Fuchs erweitert, wobei es die architektonische Form erhielt, die es über 200 Jahre beibehielt.  Das fünfstöckige Gebäude besaß acht Fensterachsen. Schmale gequaderte Lisenen gliederten den Fensterbereich. Das Dach trug einen rechtwinkligen Dachaufbau mit vier Fensterachsen, der durch eine Balustrade mit Figurenschmuck gekrönt war. Der Fensterschmuck war sparsam gehalten. Besitzer des Hauses zur Umbauzeit war Johann Christoph Jöcher.
Das Portal mit den beiden Frauenfiguren auf dem Balkon wurde um 1736 von Christian Döring gestaltet. Zu Beginn des 20. Jahrhunderts waren diese stark verwittert und wurden von dem Leipziger Bildhauer Johannes Hartmann 1930 neu geschaffen.
Jöchers Haus wurde beim Bombenangriff vom 4. Dezember 1943 auf Leipzig zerstört. Um 1950 wurde an seiner Stelle, von der Bauflucht eingerückt, der Pavillon der Nationalen Front errichtet, ein einstöckiger Bau zur politischen Propaganda. Er wurde auch wieder aufgebaut, nachdem er beim Aufstand vom 17. Juni 1953 abgebrannt war.
Mit dem Bau der vierflügeligen Wohnanlage am Sachsenplatz Anfang der 1960er Jahre wurde das Salzgäßchen platzartig erweitert und die Stelle des Jöcherschen Hauses nicht mehr bebaut. Der Platz wird zu Veranstaltungen, wie zum Beispiel dem Weihnachtsmarkt, genutzt.
Am 6. Mai 2011 fand unweit des alten Standorts des Jöcherschen Hauses in der Katharinenstraße  die Einweihung des Neubaus des Katharinums statt. Dabei wurden die beiden Frauenfiguren vom Jöcherschen Haus enthüllt, die die Zerstörung des Hauses überstanden hatten und restauriert worden waren. Sie schmücken nun den Eingang der Leipziger Tourismus-Information am Nordgiebel des Katharinums. Das Katharinum gehört zum Museumsquartier am Museum der bildenden Künste.

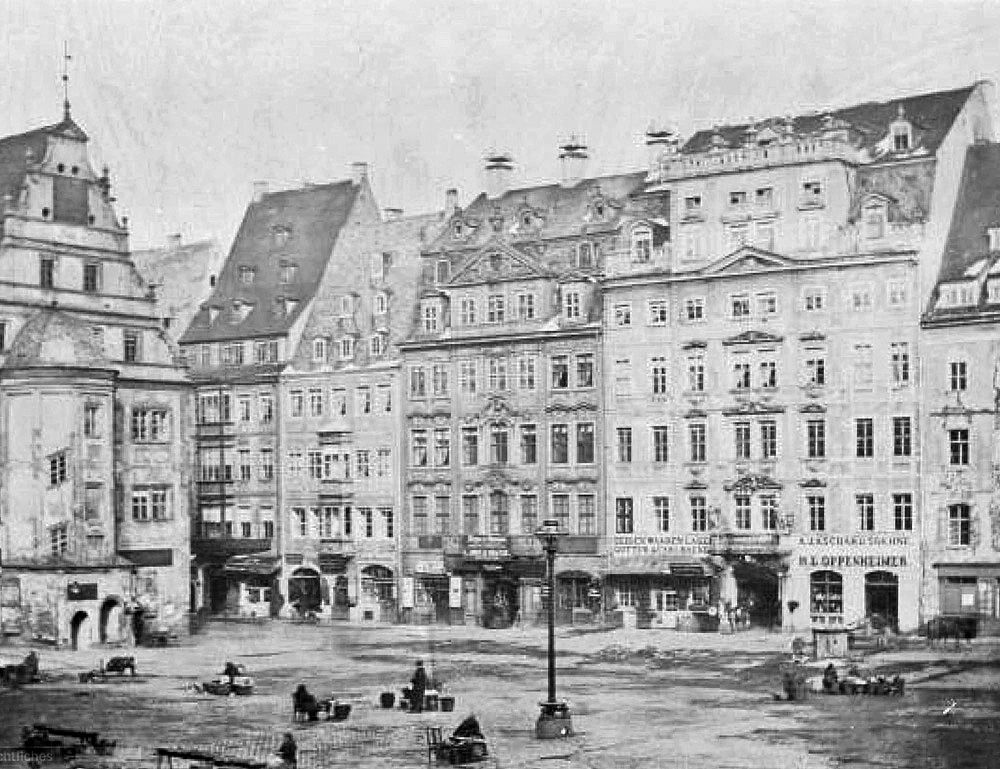
Jöchers Haus um 1860 mit Kochs Hof und Alter Waage
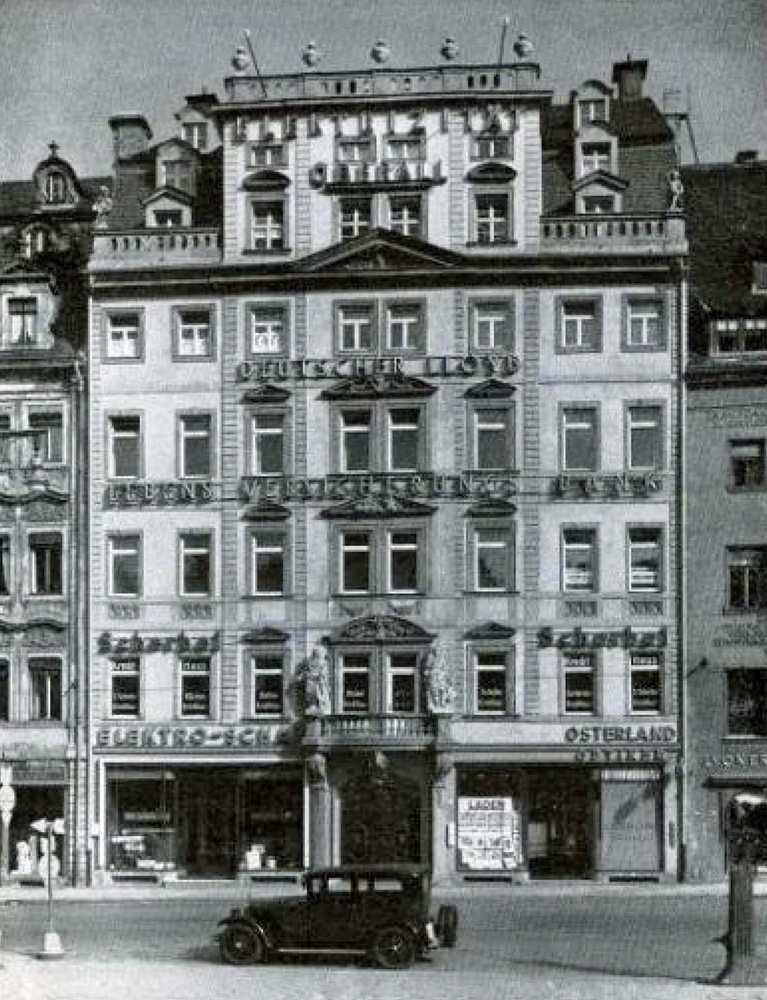
Jöchers Haus 1930
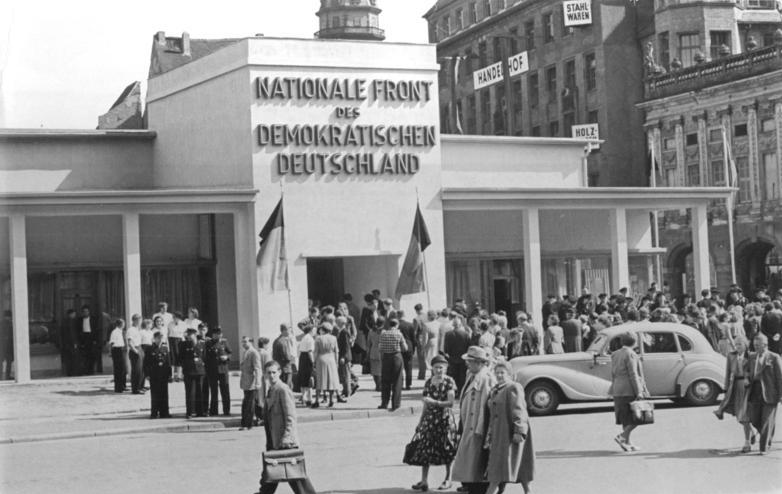
Pavillon der Nationalen Front an der Stelle von Jöchers Haus 1953
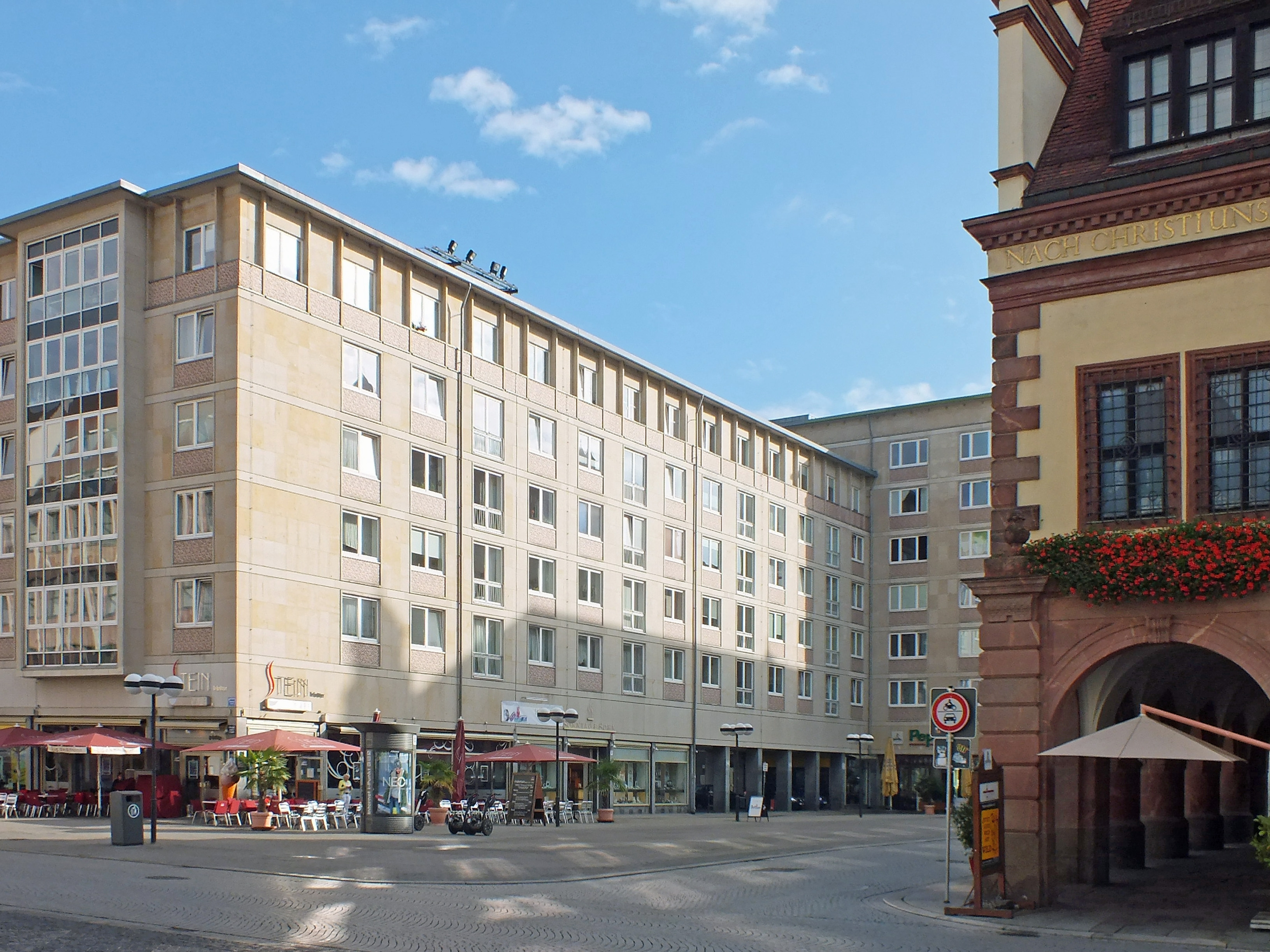
Verbreitertes Salzgäßchen ehemaliger Standort von Jöchers Haus 2014
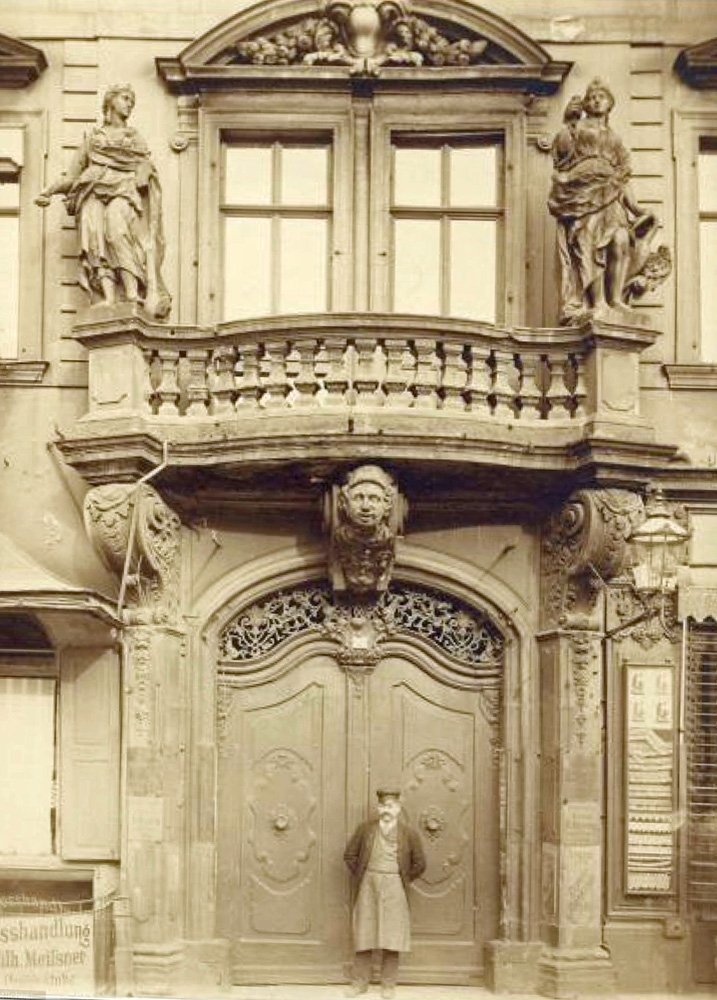
Portal von Jöchers Haus mit den Döringschen Figuren um 1890
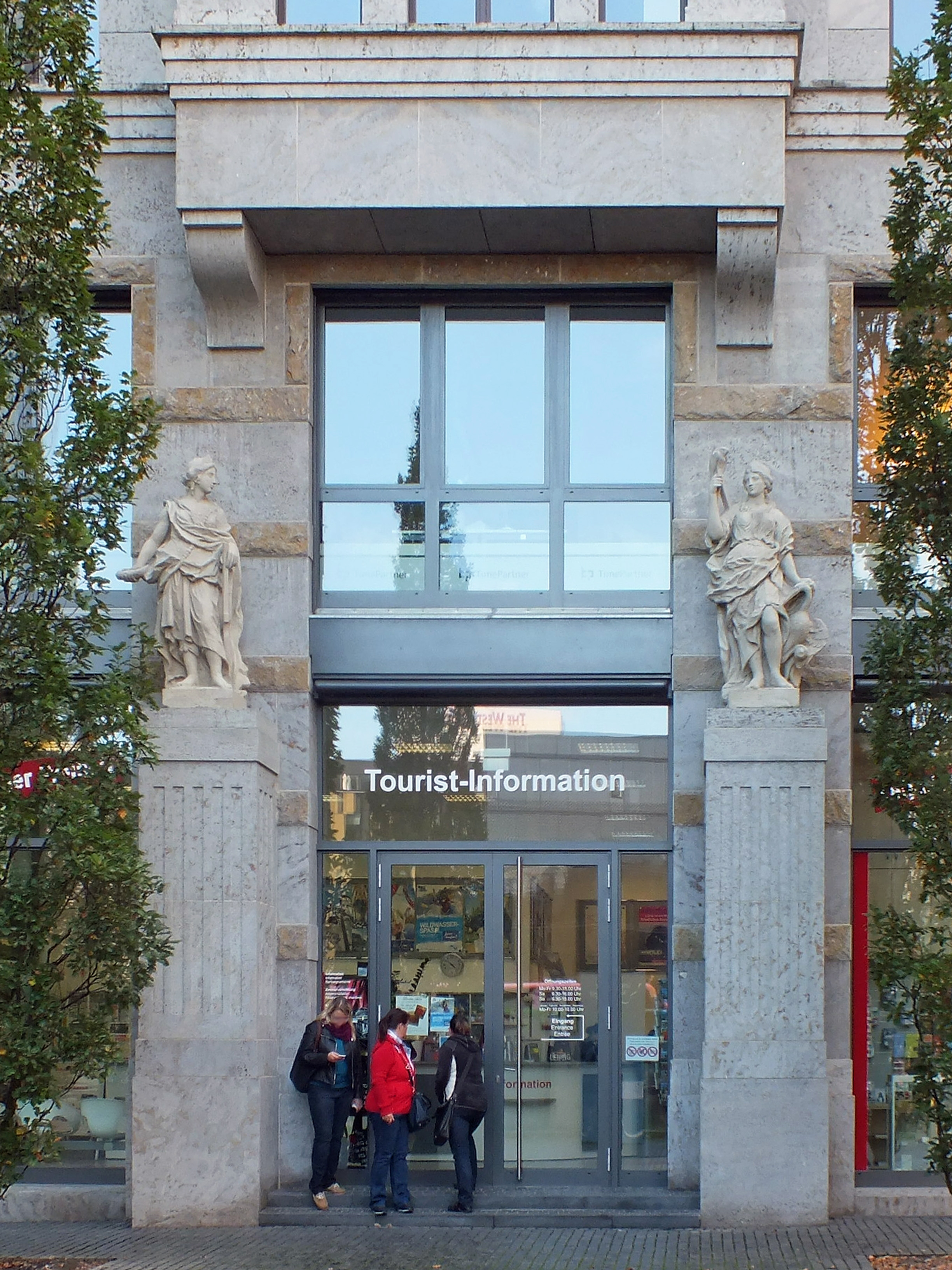
Die Figuren von Jöchers Haus am Eingang der Tourist-Information